# 샤디아 시먼스
샤디아 시먼스(영어: Shadia Simmons, 1986년 6월 28일~)는 캐나다의 배우이다.
토론토에서 태어났다.

## 출연 작품

### 영화
- Too Young to Be a Dad (2002)
- 우주소녀 제논 (2001년) - 네뷸라 역
- 샌디 바툼 오케스트라 (2000년)
- 인 히스 파더스 슈즈 (1997년)
- 홀리데이 어페어 (1996년)
- 문라이트 앤 발렌티노 (1995년)

### 텔레비전
- Ace Lightning (2002-04)